# Kang y Kodos
Kang y Kodos son dos extraterrestres de ficción dentro de la serie de televisión de dibujos animados Los Simpson. Provienen del planeta ficticio Rigel VII. Los nombres de los personajes están basados en los personajes de Star Trek, Kang (un Klingon),  Kodos "El Ejecutador" (un villano humano). Originalmente se trataba de tres extraterrestres, siendo el tercero de nombre desconocido e impronunciable.
En ella, aparecen generalmente unas pocas veces durante lo que dura la temporada, ya que todo su protagonismo recae en los especiales de Halloween. Sin embargo hay excepciones, como la ocasión en la que los detectives de The X-Files llegan a Springfield y en el homenaje a Homer Simpson.
Siempre están tratando de conquistar el planeta Tierra basándose en diferentes y originales métodos para poder lograrlo, como en una ocasión en la que abdujeron al entonces presidente de Estados Unidos, Bill Clinton y a su rival en ese momento Bob Dole, para así hacerse pasar por ellos y mediante campañas electorales que servirían como lavado de cerebro, conquistar a la población estadounidense y al mundo entero.
Se caracterizan por estar siempre en su nave soltando amenazas al planeta que terminan en una carcajada prolongada. Es una costumbre que se ha mantenido en todos los episodios en los que han intervenido.
La forma de estos seres que babean todo el tiempo, es similar a un pulpo enorme, de coloración verde, con un solo ojo grande, dientes afilados y tentáculos en constante movimiento (parecidos a los marcianos de la Guerra de los Mundos de H. G. Wells). En un episodio se los vio llorar por el ojo, a lo que argumentaron que era por ese orificio por el que en realidad vomitaban. En ese mismo episodio dijeron que la tierra fue creada hace cinco mil años por Dios, después de eso se persignaron, dando a entender que tienen una fe cristiana, aunque Kodos luego afirma ser judío.

## Personajes

### Creación

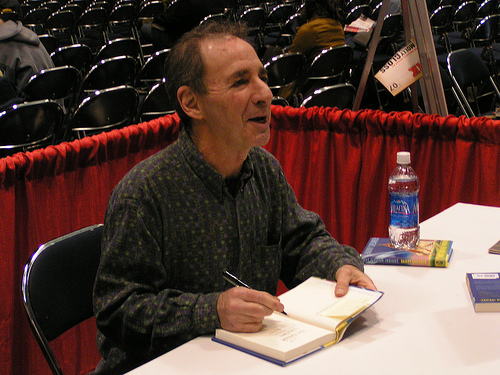
Harry Shearer, la voz de Kang.

Kang y Kodos aparecieron por primera vez en la segunda temporada, en el episodio Treehouse of Horror. En cada uno de los especiales de Halloween de la serie han aparecido Kang y Kodos, siguiendo una regla no oficial. Pese a esta regla, los guionistas han aceptado que varias veces se olvidaron de incluir a los personajes en el episodio y debieron agregarlos después, la razón por la cual varias de sus apariciones son muy breves. La idea de Kang y Kodos fue de Jay Kogen y Wallace Wolodarsky, los guionistas del segmento "Hungry are the Damned". En el libreto, Kang y Kodos fueron descritos como "unos pulpos con cascos espaciales y un toque de sensiblería". El diseño final se basó en la portada de la revista EC Comics. Aunque originalmente fueron diseñados babeando constantemente, Matt Groening sugirió que no debían hacerlo todo el tiempo para facilitar el proceso de animación. Sin embargo, a los animadores no les molestaba hacer el trabajo, por lo que conservaron la característica en el libreto. Los nombres de Kang y Kodos fueron sacados de dos personajes de Star Trek. Kang era un capitán Klingon interpretado por el actor Michael Ansara en "Day of the Dove" mientras que Kodos el Verdugo era un humano villano en "The Conscience of the King". Harry Shearer interpreta la voz de Kang, y Dan Castellaneta la de Kodos.

### Desarrollo
Tradicionalmente, Kang y Kodos aparecían en todos los especiales de Halloween como parte principal en un segmento o en simples cameos. Los personajes estuvieron a punto de estar excluidos de Treehouse of Horror VIII, pero David X. Cohen logró convencer a los productores de conservar la escena. Kang y Kodos originalmente iban a hacer apariciones regulares en la serie. Una idea fue que solo Homero fuese capaz de verlos, por lo que el resto de la gente pensaría que Homer estaría loco al verlo hablar con los extraterrestres. Sin embargo, el concepto resultó ser "muy exagerado", por lo que los personajes se reservaron exclusivamente para los especiales de Halloween. En algunas apariciones, Kang y Kodos se ríen histéricamente durante varios segundos. Esto fue sugerido por Sam Simon. A menudo la risa es relativamente corta, aunque los productores suelen extenderlas para rellenar tiempo.
El género de Kodos ha sido un objeto de debate entre los fanáticos. En Treehouse of Horror VII, Kang presenta a Kodos como su hermana. Esta línea fue creada por George Meyer y fue continuada vagamente en episodios posteriores, ya que los guionistas trataron de hacer a Kang como el más dominante de ambos. En episodios previos y subsecuentes, Kodos ha sido catalogado como hombre.
Sin embargo, en el episodio sexto de la 26.ª temporada, titulado 'Simpsorama', se revela un dato inédito sobre los dos alienígeneas. Una escena concreta del episodio, en el que se da un encuentro entre las dos populares ficciones animadas de Matt Groening (Los Simpson y Futurama), descubre el verdadero parentesco de Kang y Kodos: son una pareja lesbiana y su apellido es Johnson. El productor ejecutivo Al Jean declaró al respecto en "Entertainment Weekly":
"Habíamos dejado implícito que eran andróginos, habíamos dejado implícito que uno de ellos podría ser una mujer. Nunca dijimos que los dos lo fueran, pero ¿por qué no? [...] Sí, son Kang y Kodos Johnson. Son una pareja lesbiana de su especie, y parece que están casadas".

## Otras apariciones
Kang y Kodos han aparecido en varios de los videojuegos de Los Simpson. El dúo aparece en el final de The Simpsons Road Rage, y Kang aparece como el último personaje en el juego The Simpsons Wrestling. Kang y Kodos aparecen como los principales villanos en el videojuego de 2003 The Simpsons Hit & Run. En un intento de recolectar material nuevo para su fallido proyecto de un programa de telerrealidad, Foolish Earthlings, Kang y Kodos planean controlar Springfield con un suero de control mental distribuido mediante las bebidas gaseosas. Luego de beber, las personas, con el cerebro lavado, realizan acciones estúpidas bajo la vigilancia de varias cámaras, todo con el objetivo de aumentar el nivel de audiencias. También aparecieron como villanos en The Simpsons Game junto con otros extraterrestres, pero al igual que en Hit & Run Kang y Kodos solo aparecen mediante breves cameos.
En 2001, Kang y Kodos fueron convertidos en figuras de acción individuales como parte de la línea de juguetes World of Springfield. Junto con su nave espacial, Kang y Kodos fueron incluidos en el set de Treehouse of Horror II exclusivo de Toys "R" Us. Los dos también tienen un breve cameo en The Simpsons Ride.
Finalmente, tienen un episodio protagónico fuera de continuidad, "El Hombre que vino a ser la cena".